# Lijst van Tweede Kamerleden voor de Algemeene Bond van RK-kiesverenigingen
Een overzicht van alle voormalige Tweede Kamerleden voor de Algemeene Bond van RK-kiesverenigingen.
| Tweede Kamerlid                            | Begindatum        | Einddatum         |
| ------------------------------------------ | ----------------- | ----------------- |
| P.J.M. Aalberse                            | 19 september 1905 | 20 juni 1916      |
| P.J.M. Aalberse                            | 15 september 1925 | 16 september 1929 |
| J.J.C. Ament                               | 25 juli 1922      | 16 september 1929 |
| A.H.A. Arts                                | 19 september 1905 | 24 juli 1922      |
| J.H.J. Beckers                             | 19 september 1905 | 16 september 1918 |
| I.B.D. van den Berch van Heemstede         | 19 september 1905 | 31 juli 1916      |
| J. van Best                                | 26 oktober 1910   | 22 maart 1918     |
| Ch.L. van de Bilt                          | 17 september 1918 | 16 september 1929 |
| W.H. Bogaardt                              | 13 februari 1906  | 13 november 1918  |
| F.J. Bolsius                               | 19 september 1905 | 15 september 1913 |
| J.B. Bomans                                | 13 december 1916  | 16 september 1929 |
| M.Ch.E. Bongaerts                          | 16 september 1913 | 4 augustus 1925   |
| S.Ch.C. Bronsveld-Vitringa                 | 25 juli 1922      | 14 september 1925 |
| G. Bulten                                  | 17 september 1918 | 16 september 1929 |
| L.N. Deckers                               | 17 september 1918 | 11 augustus 1929  |
| J.B. van Dijk                              | 17 september 1918 | 16 september 1929 |
| Th.J.A. Duynstee                           | 19 juni 1905      | 16 september 1918 |
| A.H.J. Engels                              | 20 september 1916 | 16 september 1929 |
| L.J.M. Feber                               | 25 juli 1922      | 14 september 1925 |
| L.J.M. Feber                               | 16 oktober 1928   | 16 september 1929 |
| A.N. Fleskens                              | 20 september 1910 | 16 september 1929 |
| L.A. Fruytier                              | 25 juli 1922      | 14 september 1925 |
| P.F. Fruytier                              | 19 september 1905 | 24 juli 1922      |
| H.A.G. van Groenendael                     | 12 mei 1916       | 30 september 1919 |
| P.J.J. Haazevoet                           | 17 september 1918 | 24 juli 1922      |
| H.G.M. Hermans                             | 9 juli 1918       | 16 september 1929 |
| V.A.M. van den Heuvel                      | 19 september 1905 | 20 september 1910 |
| F.I.J. Janssen                             | 19 september 1905 | 16 juni 1918      |
| W.J.F. Juten                               | 16 september 1913 | 14 september 1925 |
| G.W. Kampschöer                            | 15 september 1925 | 16 september 1929 |
| C. Knigge                                  | 25 juli 1922      | 14 september 1925 |
| M.J.C.M. Kolkman                           | 19 september 1905 | 12 februari 1908  |
| M.J.C.M. Kolkman                           | 25 januari 1916   | 18 februari 1924  |
| D.A.P.N. Koolen                            | 19 september 1905 | 3 augustus 1925   |
| L.G. Kortenhorst                           | 15 september 1925 | 16 september 1929 |
| C.J. Kuiper                                | 17 september 1918 | 16 september 1929 |
| J.A. Loeff                                 | 19 september 1905 | 26 juni 1917      |
| J.A. Loeff                                 | 18 september 1917 | 13 januari 1920   |
| A.J. Loerakker                             | 19 september 1923 | 16 september 1929 |
| J.M.J.A. Meijer                            | 6 mei 1924        | 16 september 1929 |
| L.P.M.H. Michiels van Verduynen            | 19 september 1905 | 30 september 1905 |
| A.B. Michielsen                            | 19 september 1922 | 14 september 1925 |
| F.A. Moerel                                | 25 juli 1922      | 14 augustus 1923  |
| H.W.E. Moller                              | 15 september 1925 | 16 september 1929 |
| J.W.J.C.M. van Nispen tot Sevenaer         | 10 maart 1908     | 9 januari 1917    |
| O.F.A.M. van Nispen tot Sevenaer           | 19 september 1905 | 28 november 1915  |
| W.H. Nolens                                | 19 september 1905 | 16 september 1929 |
| W.C.J. Passtoors                           | 19 september 1905 | 15 september 1913 |
| J.A. Poels                                 | 17 september 1918 | 24 juli 1922      |
| L.D.J.L. de Ram                            | 19 september 1905 | 15 september 1913 |
| E.R.H. Regout                              | 19 september 1905 | 7 juni 1910       |
| P.J. Reymer                                | 17 september 1918 | 24 juli 1922      |
| A.B.G.M. van Rijckevorsel                  | 28 september 1916 | 17 september 1928 |
| J. van Rijzewijk                           | 10 december 1918  | 16 september 1929 |
| Ch.J.M. Ruijs de Beerenbrouck              | 19 september 1905 | 14 mei 1918       |
| Ch.J.M. Ruijs de Beerenbrouck              | 25 juli 1922      | 18 september 1922 |
| Ch.J.M. Ruijs de Beerenbrouck              | 15 september 1925 | 9 augustus 1929   |
| P.J. Rutten                                | 12 oktober 1922   | 16 september 1929 |
| A.F.O. van Sasse van Ysselt                | 19 september 1905 | 16 september 1918 |
| A.F.O. van Sasse van Ysselt                | 12 februari 1920  | 16 september 1929 |
| J.R.H. van Schaik                          | 20 februari 1917  | 16 september 1929 |
| V.E.L. de Stuers                           | 19 september 1905 | 15 september 1913 |
| V.E.L. de Stuers                           | 5 februari 1914   | 20 maart 1916     |
| H. Stulemeijer                             | 17 september 1918 | 14 september 1925 |
| J.G. Suring                                | 2 november 1921   | 16 september 1929 |
| I.A. Swane                                 | 17 september 1918 | 24 juli 1922      |
| J.A. Veraart                               | 15 september 1925 | 16 september 1929 |
| J.J.J. de Vlam                             | 18 april 1918     | 16 september 1918 |
| B.R.F. van Vlijmen                         | 19 september 1905 | 16 september 1918 |
| L.F.J.M. van Voorst tot Voorst             | 25 juli 1922      | 16 september 1929 |
| J. Vos Azn.                                | 15 september 1925 | 16 september 1929 |
| A.C.A. van Vuuren                          | 19 september 1905 | 16 september 1929 |
| F.H. van Wichen                            | 19 september 1905 | 3 november 1916   |
| J.B.L.C.Ch. de Wijkerslooth de Weerdesteyn | 15 februari 1910  | 13 september 1921 |
| A.I.M.J. van Wijnbergen                    | 19 september 1905 | 16 september 1929 |
| J.J. Wintermans                            | 17 september 1918 | 1 mei 1929        |